# Golden Gallega
Golden Gallega es el nombre de una variedad cultivar de manzano (Malus domestica). Esta manzana es originaria de Galicia, está cultivada en la colección de árboles frutales y banco de germoplasma de Mabegondo con el N.º 263; ejemplares procedentes de esquejes localizados en Pazo de "Torres Agrelo" en Redondela (Pontevedra).

## Sinónimos
- "Manzana Golden Gallega",[4][5]
- "Maceira Golden Gallega".

## Características
El manzano de la variedad 'Golden Gallega' tiene un vigor vigoroso. Tamaño grande y porte erguido.
Época de inicio de brotación a partir del 12 de abril y de floración a partir del 3 de mayo.
Las hojas tienen una longitud del limbo de tamaño medio, con la máxima anchura del limbo es media. Longitud de las estípulas es larga y la máxima anchura de las estípulas es ancha. Denticulación del borde del limbo es serrado, con la forma del ápice del limbo acuminado y la forma de la base del limbo es obtuso. Con subestípulas ausentes.
Sus flores tienen una longitud de los pétalos media, con una anchura de los pétalos media, disposición de los pétalos libres
entre sí, con una longitud del pedúnculo corta.
La variedad de manzana 'Golden Gallega' tiene un fruto de tamaño medio, de forma globoso-cónica, de color verde, con chapa lavada, e intensidad pálida. Epidermis de textura suave, sin pruina en su superficie y con presencia de cera nula. Sensibilidad al "russeting" (pardeamiento áspero superficial que presentan algunas variedades) poco sensible. Con lenticelas de tamaño mediano.
Los sépalos están dispuestos de forma variable, y libres en su base; su fosa calicina es muy profunda y de una anchura ancha. Pedúnculo de grosor grueso y de longitud corto, siendo la cavidad peduncular de una profundidad profunda y de anchura ancha. Con pulpa de color blanca, cuya firmeza es intermedia y su textura es intermedia; su jugosidad es jugosa, con sabor de acidez media, y poco aromática.
Época de maduración y recolección a partir del 1 de octubre. 'Golden Gallega' es una manzana que su destino es la conservación de esta variedad en el banco de germoplasma de Mabegondo como reserva genética.

## Susceptibilidades
- Oidio: ataque medio
- Moteado: no presenta
- Raíces aéreas: ataque débil
- Momificado: no presenta
- Pulgón lanígero: no presenta
- Pulgón verde: ataque medio
- Araña roja: no presenta
- Chancro del manzano: ataque débil.[3]